# 坂本村 (愛媛県)
坂本村（さかもとむら）は、1956年（昭和31年）まで愛媛県の温泉郡にあった村であり、現在の松山市の最南部、三坂峠の麓に位置する。

## 地理
現在の松山市の最南部。重信川の支流の一つである御坂川、及び同川支流の久谷川が北流し、その流域。河川に沿って狭小な平地があるほかは山地である。南端には黒森山がそびえ、上浮穴郡との境となっている。
地名の由来
土佐街道の難所、三坂峠の麓にあたるため「坂下」と呼んだのが、次第に「坂本」と呼ばれるようになったものといわれる。

## 歴史
古代
- 荏原郷に属した。村内に戦国期の勝山城跡と葛懸（葛掛とも書く）城跡がある。

藩政期
- 松山藩領。
- 享保7年 - 久谷村において享保年間に松山藩の命により楮の植え付けが行なわれた。
- 享保8年 - 久谷村、窪野村が藩の命により久万山分に属すことになったが、領民は反発。

明治以降
- 1889年（明治22年）12月15日 - 成立。当時は下浮穴郡に属した。
- 1897年（明治30年）4月1日 - 温泉郡に所属。
- 1956年（昭和31年）9月30日 - 荏原村との合併により久谷村となる。

```
坂本村の系譜
（町村制実施以前の村）　（明治期）
窪野　　━━┓
久谷　　━━╋━━━━━ 坂本村 　　━━━┓
浄瑠璃寺━━┛　　　　　　　　　　　　　　┃（昭和31年9月30日合併）
　　　　　　　　　　　　　　　　　　　　　┣━━　久谷村　━━┓
　　　　　　　　　　  　　　　　　　　　　┃　　　　　　　　　┃
　　　　　　　　　　　　　荏原村　　━━━┛　　　　　昭和43年10月25日松山市に編入

（注記）荏原村成立以前の系譜については、同村の記事を参照のこと。

```

## 地域
窪野（くぼの）、久谷（くたに）、浄瑠璃寺（じょうるりじ）の3つの大字があった。いずれも明治の村制発足前からの旧村であり、久谷村になっても大字として存続した。
役場は大字久谷においた。

## 行政
役場
大字久谷においた。

## 教育
- 坂本村立坂本小学校（閉村時）
- 坂本村立坂本中学校（閉村時）

## 交通
旧土佐街道沿線、浄瑠璃寺があり、遍路道にもあたり、遍路宿が残されている。

## 名所・旧跡
- 浄瑠璃寺（第46番札所）
- 八坂寺（第47番札所）
- 円福寺